# Skenea divae
Skenea divae is een slakkensoort uit de familie van de Skeneidae. De wetenschappelijke naam van de soort is voor het eerst geldig gepubliceerd in 2001 door Carrozza & van Aartsen.